# Giromagny
Giromagny – miejscowość i gmina we Francji, w regionie Burgundia-Franche-Comté, w departamencie Territoire de Belfort.
Według danych na rok 1990 gminę zamieszkiwało 3226 osób, a gęstość zaludnienia wynosiła 571 osób/km² (wśród 1786 gmin Franche-Comté Giromagny plasuje się na 46. miejscu pod względem liczby ludności, natomiast pod względem powierzchni na miejscu 752.).